# 龙井医科大学

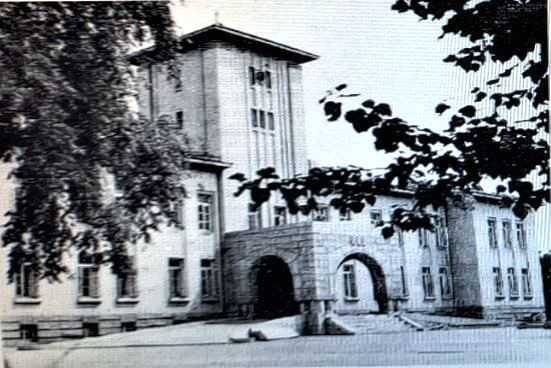
龙井医科大学

龙井医科大学（中国朝鲜语：／）是1940年代位于今吉林省延边朝鲜族自治州龙井市的四年制医科大学。该校主要领导卢基舜博士和教员郑逵昌亦是延边大学医学部（今延边大学医学院）的主要创始人。延边大学医学部成立之初亦以原龙井医科大学建筑为校舍。

## 背景
1937年11月日本与满洲国签订《日本国与满洲国间关于废除在满洲国的治外法权及转让南满铁路附属地行政权条约》后，日本撤销了位于龙井的“间岛日本总领事馆”及其公馆。间岛总领馆建筑闲置后，日本人开始计划将其改建为大学，并成立“东满医科大学基成会（筹委会）”。1940年7月2日，“龙井开拓医学院”最终在原间岛总领馆成立，并于9月25日举行开学典礼。同年，时任东满医学会顾问、间岛省医学会副会长卢基舜博士应邀前来举行了题为《天花与斑疹伤寒》的学术报告。:49
龙井开拓医学院有17名教员（日本教员11人），其中医学博士6名，硕士8名，药学学士1名，法医学士1名。学院原则上招收已完成基础医学学习的学生，学制为两年特科。新生经考试录取后在校学习临床科目，毕业后获得执业医师资格证书。1942年3月21日，龙井开拓医学院首批26名学生毕业。1944年，在校生人数达到60人。1945年3－4月，开拓医学院开始计划将学院升格为“东满医科大学”。结果，日本在8月15日宣布战败投降。开拓医学院在办学5年后关闭。:49

## 龙井医科大

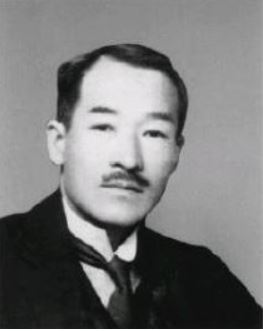
龙井医科大学校长卢基舜博士

龙井开拓医学院关闭后，朝鲜族教员郑逵昌和一些朝鲜族学生自发组成护校队保护校舍、设备和仪器，并联系进驻龙井的苏联红军保护学校。1945年8月20日，苏联红军成立“间岛临时政府”。同日，龙井成立“教育同盟”指导接收学校的工作。郑逵昌向教育同盟提出建立龙井医科大学的想法，得到支持。8月26日，教育同盟在护校队的配合下接管了龙井开拓医学院。:49-50:2
1945年9月12日，四年制的私立龙井医科大学正式成立，并举行了开学典礼。时任龙井金山医院院长金光瓒被郑逵昌和学生们推举为首任校长。金光瓒毕业于朝鲜京城医科专门学校，是延边地区很有名望的外科医生。在原有20几名学生的基础上，9月27－28日龙井医科大学通过入学考试又招收了70名学员。学校老师主要由原“间岛省省立第一医院”和“间岛省省立第二医院”的医师组成。:53
解放后的延边地区，医疗资源紧缺。培养医生的龙井医科大学对于人民政府来说显得尤为重要。1945年11月，延边行政督察专员公署将其定为“延边公立龙井医科大学”。由于缺乏办学经费，学校开始允许教员通过开设私人诊所自行解决经济收入。但由于经济上的困难，一些老师和学生选择了离开。1946年8月，中共吉林省委和省政府随部队迁至延吉后，开始重视建设龙井医科大学，并请图们公立医院院长卢基舜博士为校长。同年10月3日，在龙井医科大学成立一周年纪念大会上，前来参会的延边专署专员兼省政府副秘书长徐元泉宣布了省政府将“延边公立龙井医科大学”改为“吉林省立龙井医科大学”的决定。:54-56:2

## 后续

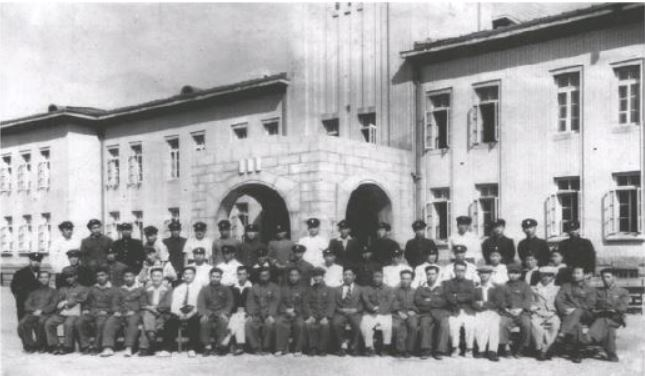
延边大学医学部特科第一期毕业照

由于第二次国共内战，龙井医科大学在1947年4月被东北民主联军接管，改名为“东北军政大学吉林分校医学院”。兴山中国医大的李震勋任院长，卢基舜任副院长。学校的教职员工和学生都编入东北民主联军，成为军人，身穿军装。由于办学宗旨上的变化，一部分教员和学生离开了学校:60-62。1948年1月，由于中国医科大学和东北军医大学合并后的改编，“东北军政大学吉林分校医学院”改名为“中国医科大学第一分校”。学校领导也改为由中国医科大学总校调来的人员担任:64-65:2。
1948年4月，中国人民解放军全面进入反攻阶段。10月1日，延边在吉林省教育工作会议精神指导下在延吉成立四年制的“延边医科专门学校”。卢基舜任校长。1949年3月，中国医科大学从原“龙井医科大学”撤离后，“延边医科专门学校”被正式并入同月刚刚成立的延边大学（当时名为“延吉大学”），校舍从延吉迁到原“龙井医科大学”:67-74。1950年12月末，延边大学医学部从龙井迁至延边大学校部:76。